# Pittsburgh Symphony Orchestra
Het Pittsburgh Symphony Orchestra is een Amerikaans symfonieorkest. Zijn thuisbasis is sinds 1971 de Heinz Hall in Pittsburgh. 

## Geschiedenis
Het orkest werd opgericht door de Pittsburgh Arts Society in 1895 en gaf in 1896 zijn eerste concert. De eerste dirigent was Frederic Archer, die als voormalig dirigent van het Boston Symphony Orchestra musici uit dit orkest meenam om het orkest te versterken. In de eerste jaren dirigeerden Edward Elgar en Richard Strauss in Pittsburgh. In 1910 werd het orkest vanwege de slechte financiële situatie opgeheven. De herstart vond plaats in 1926, waarbij geen lonen werden uitgekeerd bij repetities en de musici ieder een financiële bijdrage moesten leveren om het orkest draaiende te houden. De grootste groei maakte het orkest mee tijdens het bewind van Otto Klemperer, die in 1937 aan het orkest verbonden was. Tussen 2005 en 2008 had het orkest geen chef-dirigent, maar konden de leden zelf hun repertoire kiezen en hun gastmusici bepalen. Sinds 2008 bekleedt de Oostenrijker Manfred Honeck de functie van chef-dirigent.

## Chef-dirigenten
- 1896-1898: Frederic Archer
- 1898-1904: Victor Herbert
- 1904-1910: Emil Paur
- 1910-1926: het orkest is opgeheven
- 1930-1937: Antonio Modarelli
- 1938-1948: Fritz Reiner
- 1952-1976: William Steinberg
- 1976-1984: André Previn
- 1988-1996: Lorin Maazel
- 1996-2004: Mariss Jansons
- 2005-2008: Sir Andrew Davis, Yan Pascal Tortelier en Marek Janowski (vaste gastdirigenten en muzikaal adviseurs)
- 2008-: Manfred Honeck